# Kirche Zum Allerheiligsten Altarssakrament (Schwanebeck)

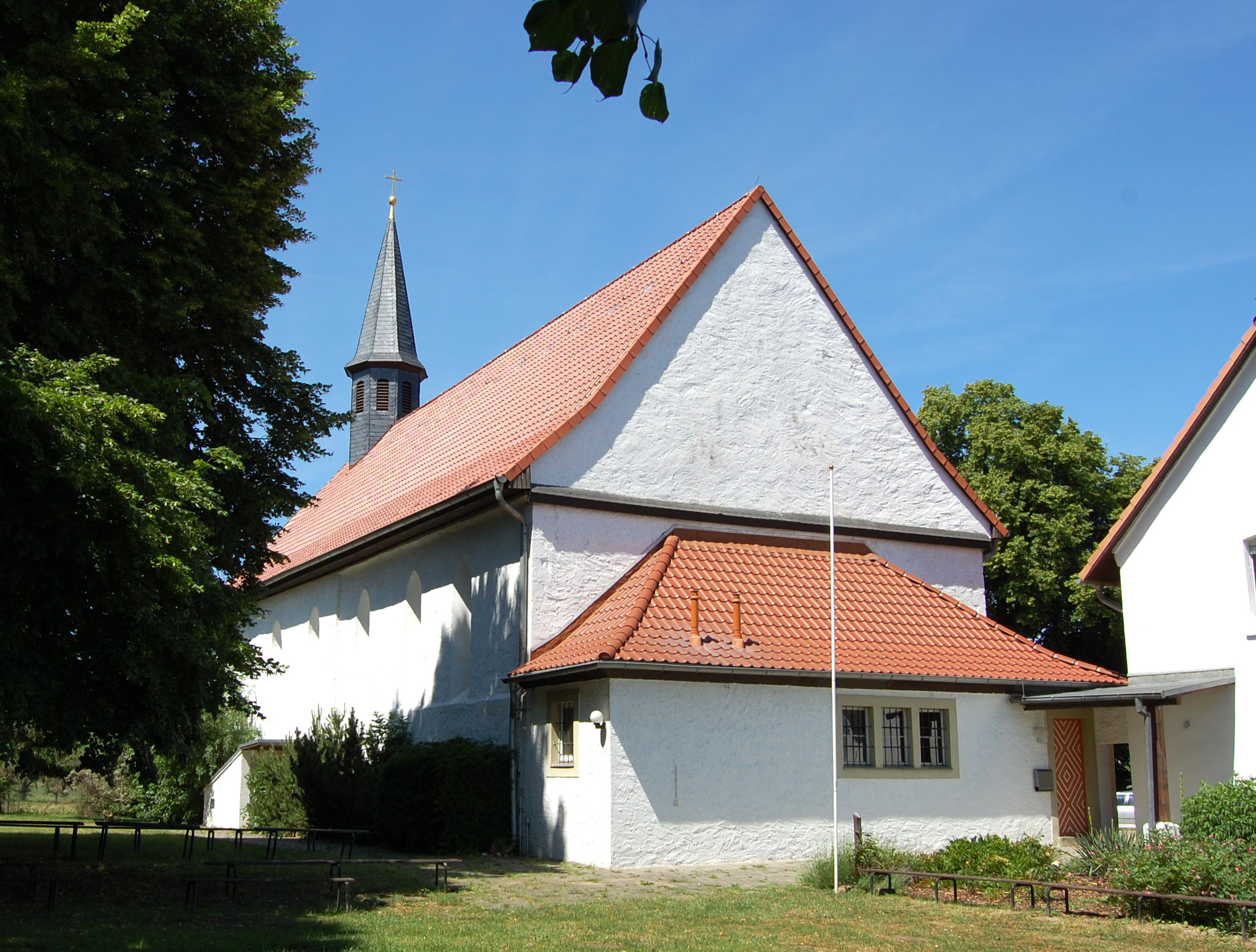
Kirche Zum Allerheiligsten Altarssakrament

Die Kirche Zum Allerheiligsten Altarssakrament ist eine römisch-katholische Gemeinde- und Wallfahrtskirche in Schwanebeck, einer Stadt im Landkreis Harz in Sachsen-Anhalt. Sie steht südlich der Kapellenstraße und gehört zur Pfarrei St. Benedikt mit Sitz auf der Huysburg, im Dekanat Halberstadt des Bistums Magdeburg.

## Geschichte

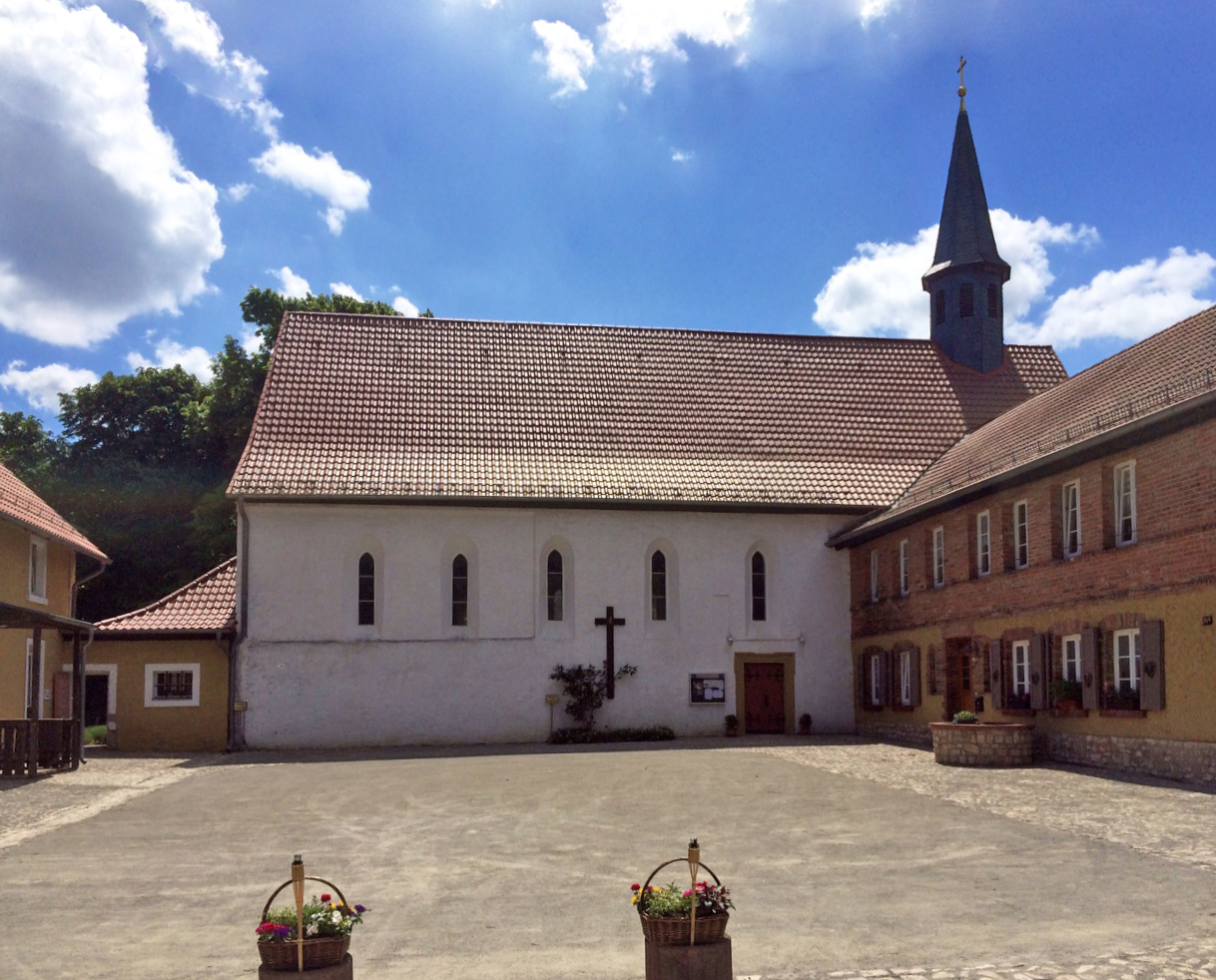
Kirchen- und Nebengebäude, links Gastwirtschaft, rechts Schulgebäude

Die Schwanebecker Wallfahrt geht auf das Jahr 1334 zurück. Der Überlieferung nach wurde damals in der Pfarrkirche St. Johannis in Büblingen (heute Teil von Schwanebeck) aus dem Tabernakel das goldene Ziborium mit den konsekrierten Hostien gestohlen. Der Dieb vergrub Gefäß und Inhalt in der Erde. Am nächsten Tag fand ein Bauer den heiligen Schatz, markierte die Stelle mit einem Peitschenstock aus Lindenholz und holte den Pfarrer. Inzwischen begann der Peitschenstock auszuschlagen und zu grünen – die heutige Wallfahrtslinde. Der Baum und die noch im selben Jahr durch Bischof Albrecht von Halberstadt bei ihm errichtete Herrgottskapelle wurden zum Wallfahrtsziel. Wallfahrtstage waren der zweite Sonntag nach Ostern und der Sonntag in der Fronleichnamswoche.
Von der Reformation bis zur Säkularisation des Halberstädter Zisterzienserinnenklosters St. Burchardi im Jahre 1809 erfolgte die Seelsorge an der Schwanebecker Kapelle, die zum St.-Burchardi-Kloster gehörte, durch das Franziskanerkloster Halberstadt. Im Zuge der Säkularisation erwarb ein Kaufmann namens Grützemacher 1810 die Kapelle Zu unserem Herregott, der die umgebenden Wirtschaftsgebäude in eine Brauerei und Nutztierställe (Ochsen und Schafe) umwidmete. Die Kapelle wurde zunächst als Wachsbleiche genutzt, danach diente sie als Scheune.
Nachdem sich im seit der Reformation protestantisch geprägten Raum Schwanebeck wieder einzelne Katholiken niedergelassen hatten, begann die Pfarrei Huysburg den 1880er Jahren in Schwanebeck gelegentlich katholische Gottesdienste abzuhalten. Zunächst in einem Tanzsaal, dann in der evangelischen St.-Johannis-Kirche und schließlich in einem 1895 von der Kirche erworbenen Haus in der Neuwegerslebener Straße. 1898 verkaufte der damalige Besitzer, der Landwirt Hermann Fink (nach anderer Quelle Finke), die Kapelle an das Bistum Paderborn, zu dem Schwanebeck damals gehörte. Die Kapelle wurde als Kirche ausgebaut. Ihre Einweihung erfolgte am 11. September 1899. Bis 1901 wurde die Kapelle restauriert, von 1901 an fanden in ihr regelmäßige Gottesdienste statt.
1924 wurde die Wallfahrtstradition wieder aufgenommen. Der jährliche Wallfahrtstag ist der Sonntag nach dem Fronleichnamsfest. Der ehemalige Schafstall wurde umgebaut, in den Räumlichkeiten wurde eine katholische Schule eröffnet. Kirchen- und Nebengebäude wurden später um den Bau einer kleinen Veranstaltungsbühne erweitert.
1924 wurde auch die katholische Pfarrei Schwanebeck als Pfarrvikarie wiederbegründet, zuvor gehörten die Katholiken in Schwanebeck zur Pfarrei Huysburg. Kaplan Richard Ungemach von der Pfarrei Huysburg wurde mit Verfügung des Generalvikariats vom 2. April 1924 zum ersten Pfarrvikar von Schwanebeck ernannt. Im Nationalsozialismus wurde die einklassige katholische Schule in Schwanebeck 1940 aufgelöst.
Durch die Flucht und Vertreibung Deutscher aus Mittel- und Osteuropa 1945–1950 hatte die Zahl der Katholiken in Schwanebeck und den umliegenden Dörfern erheblich zugenommen, sodass zum 1. Oktober 1950 eine offizielle Kirchengemeinde errichtet wurde, deren Erhebung zur Pfarrei am 1. April 1959 folgte.
Am 1. März 2006 wurde der Gemeindeverbund Huysburg – Badersleben – Schwanebeck errichtet. Zu diesem Zeitpunkt gehörten zur Pfarrei Zum Allerheiligsten Altarssakrament rund 320 Katholiken. Zum 22. März 2009 wurde die Pfarrei Zum Allerheiligsten Altarssakrament Schwanebeck aufgelöst, und die neue Pfarrei St. Benedikt gegründet, die neben der Kirche in Schwanebeck auch die Kirchen in Badersleben, Eilenstedt (2016 profaniert) und auf der Huysburg umfasst.

## Architektur und Ausstattung

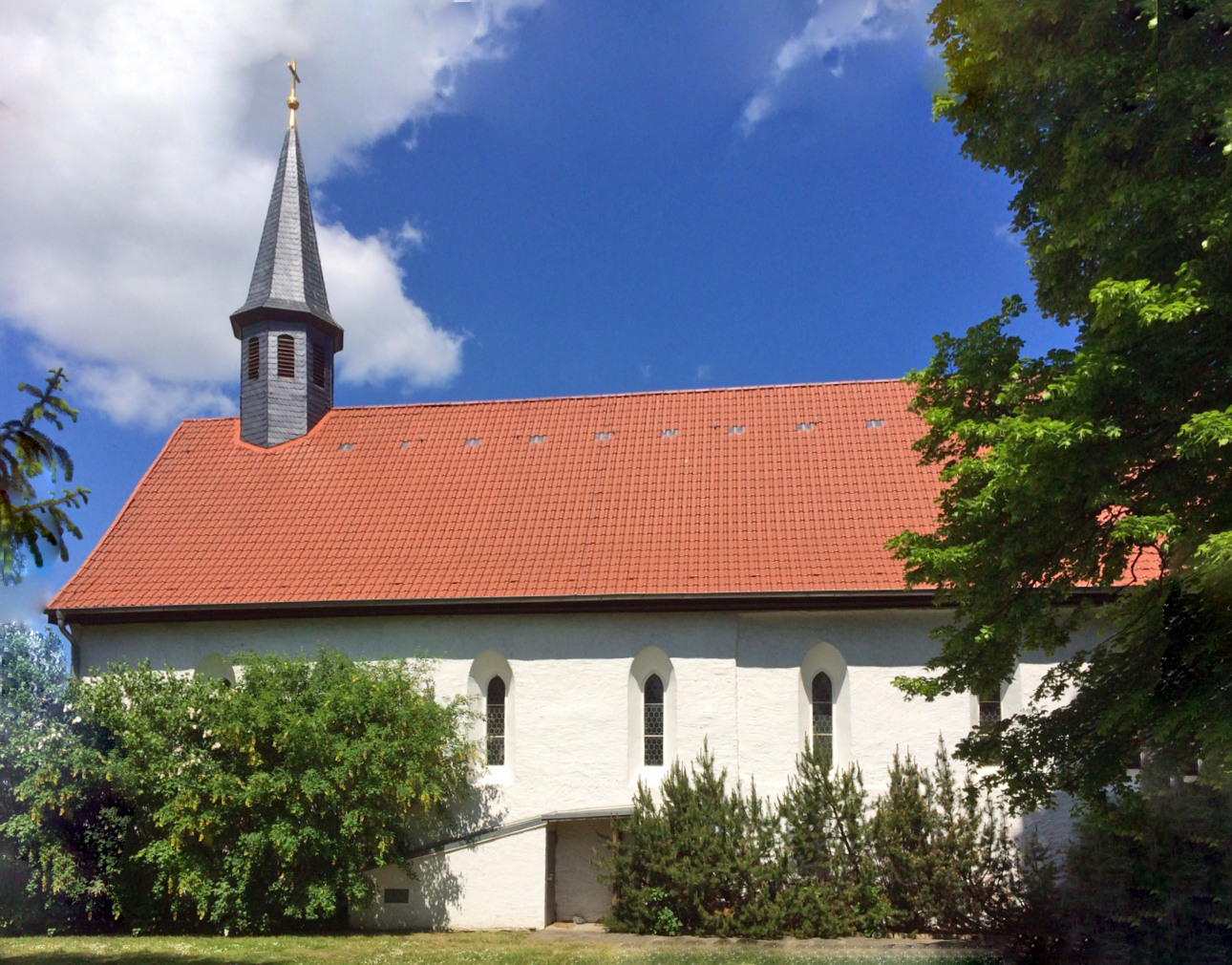
Ansicht Kirche

Die geostete, weiß verputzte Kirche hat einen rechteckigen Grundriss und wird von einem Dachreiter bekrönt. Die schmalen Fenster sind spitzbogig gestaltet. Die Ausstattung ist modern bis auf einen hölzernen Altaraufsatz aus dem 18. Jahrhundert sowie ein geschnitztes Vesperbild, das auf die Mitte des 15. Jahrhunderts datiert wird.

## Einzugsgebiet
Das Einzugsgebiet der Kirche als Gemeindekirche umfasst neben Schwanebeck auch die Ortschaften Eilenstedt, Haus Nienburg, Nienhagen und Schlanstedt.